# Tres Montañas de Dewa

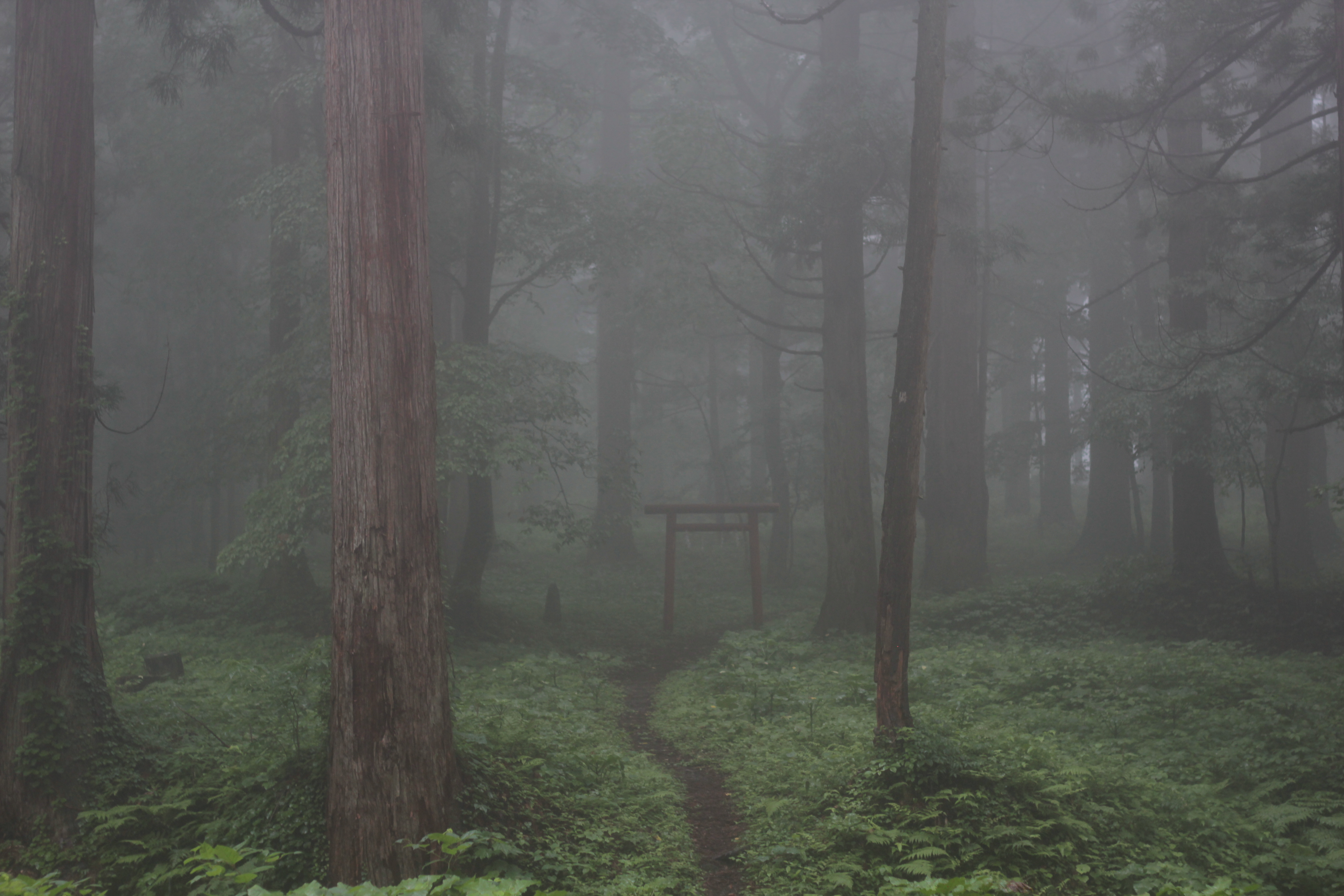
Una puerta torii en el monte Haguro.

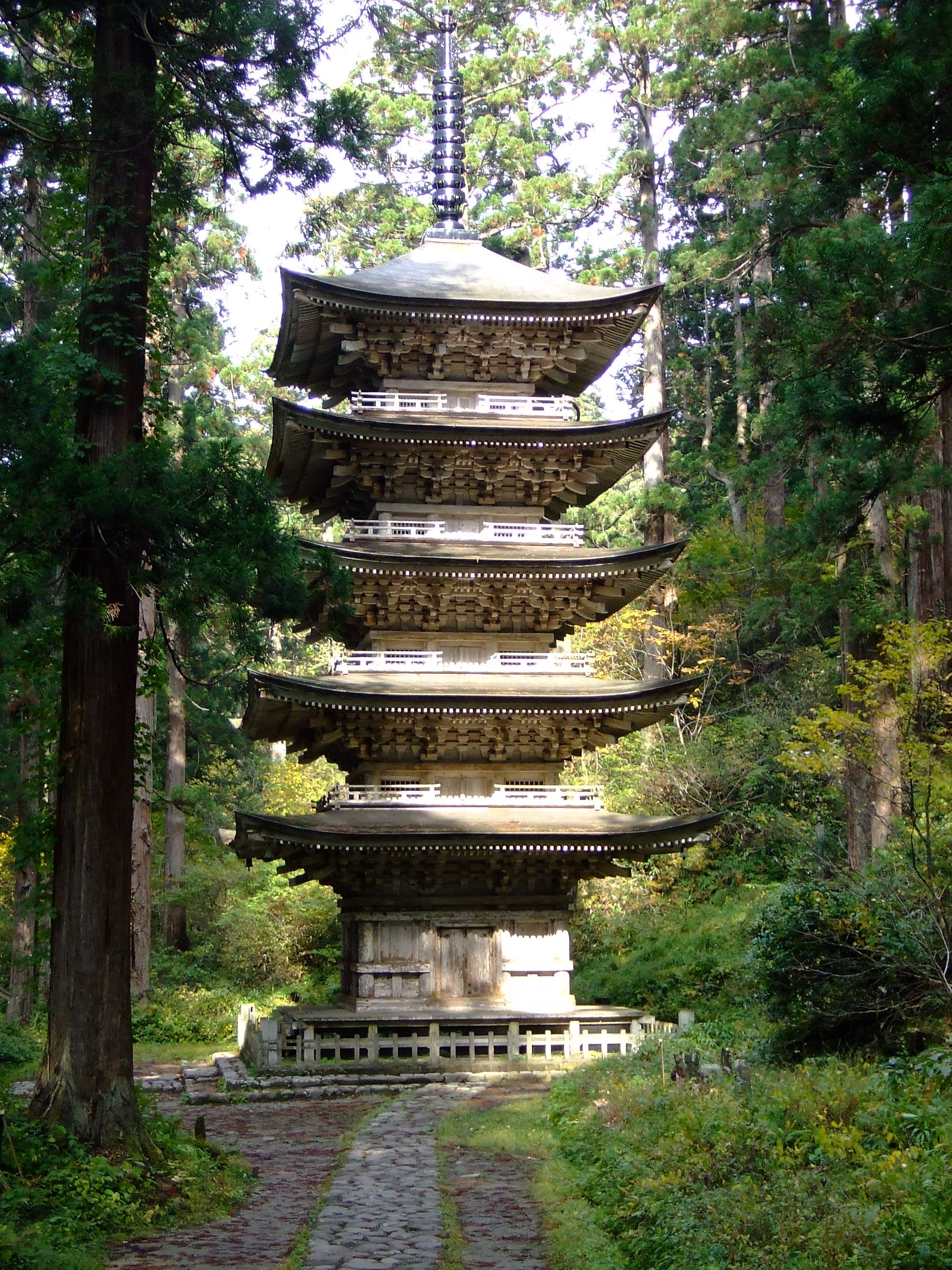
La pagoda de cinco pisos cerca de la parte central del Monte Haguro.

Las Tres montañas de Dewa (出羽三山 Dewa Sanzan?) se refieren a las tres montañas sagradas del Monte Haguro, el Monte Gassan y el Monte Yudono, que se agrupan en la antigua provincia de Dewa (actual prefectura de Yamagata). Estas montañas se consideran sagradas en la religión japonesa sintoísmo y sobre todo las montañas son de culto ascético del Shugendō, las tres montañas o Dewa Sanzan son un lugar de peregrinación muy popular visitado por muchos, entre ellos el famoso poeta haiku Matsuo Basho.
La pagoda de cinco pisos de Haguro es reconocida como un tesoro nacional de Japón.

## Historia
Las montañas Dewa Sanzan son particularmente notables por tener la historia más antigua de la adoración de montaña en Japón. Las montañas se abrieron por primera vez como un centro religioso hace más de 1400 años, en 593 por el príncipe Hachiko, que era el hijo primogénito del Emperador Sushun, el emperador 32 de Japón y el emperador reinante en ese momento. El prince Hachiko llegó a la provincia de Dewa en 593 después de huir del clan Soga tras el asesinato de su padre. Eventualmente dedicó el resto de su vida a actividades religiosas, con el tiempo llevó a cabo ejercicios ascéticos difíciles y un período de penitencia, que llevó a su adoración de Haguro Gongen, la deidad de la montaña. Después de esto, el príncipe comenzó el culto a las montañas y Gassan Yudono, lo que llevó a la consagración de las tres deidades en el templo situado en la cima del Monte Haguro.
Tras la consagración de las montañas Dewa Sanzan como centro importante de las creencias religiosas ascéticas, muchas personas comenzaron a hacer peregrinaciones anuales a las montañas para pagar reverencia, incluso senderismo de miles de kilómetros para visitar los santuarios durante los meses de verano. Estas peregrinaciones cobraron importancia para muchas religiones y las montañas sirven como un lugar de aprendizaje para los diferentes sistemas de creencias, pero eran muy particularmente importante para el Shugendō. Varias personas notables realizaron esta peregrinación a la Dewa Sanzan por incluir En no Gyōja, el fundador del ascetismo Shugendō, así como Kūkai, el fundador de la secta budista Shingon.
Después de la restauración Meiji en 1868, el gobierno japonés disolvió el patrón de fusión Shintō-budista y el sintoísmo fue seleccionada únicamente como la religión oficial del estado. El Shugendō se vio afectado negativamente por esta división y muchos sacerdotes del Shugendō regresaron a la vida secular. Tras el final de la Segunda Guerra Mundial, sin embargo, "se le permitió al Shugendō disfrutar de una condición de un grupo religioso de menor importancia. Estos cambios en la asociación religiosa también alteraron la designación de los santuarios ubicados en el Dewa Sanzan. Hoy en día, los santuarios en el monte Haguro y el monte Yudono se designan como kokuhei shosha, mientras que el santuario en el monte Gassan, el santuario Gassan ahora se considera un kanpei taisha.

## Importancia en la religión japonesa
La religión en Japón ha continuado a lo largo de los siglos para ser una fuerza muy importante en la vida de los japoneses, en particular el aspecto de la relación entre creencias y prácticas con montañas sagradas religiosas. Esta práctica de la adoración de montaña ocupa un lugar importante en las creencias japonesas y se había extendido a lo largo de la historia de Japón. Se ha observado que casi todas las cumbres de montañas han tenido su propio santuario dedicado a un punto, con algunas peregrinaciones que reciben cada año por miles de fieles. Esta colección de diversos fenómenos que vinculan las actividades religiosas y las creencias con las montañas sagradas se conoce en japonés como Sangaku Shinko.
Las tres montañanas Dewa son muy sagradas para ambas religiones del sintoísmo y budismo, pero en particular es muy importante y sagrado para el sistema religioso de creencias  Shugendō , ya que representan un gran significado espiritual. El monte Haguro, el monte Gassan, y el monte Yudono cada uno tiene su propio santuario, aunque el propio santuario principal, el santuario Dewa, se encuentra en la cumbre del monte Haguro. El santuario principal es único, ya que venera las tres montañas sagradas.
Cada año, los devotos de montañas ascéticas conocidos como yamabushi - que son practicantes laicos de shugendo - rinden homenaje a la Dewa Sanzan. El monte Haguro es significativo en este papel, ya que sirve como puerta de entrada al Monte Gassan y al Monte Yudono.
Aunque Mount Haguro es la más pequeña de las tres montañas, es la única montaña de Dewa que es accesible durante todo el año, ya que fuertes nevadas prohíbe peregrinación a las otras dos montañas de Dewa durante los meses de invierno. Es la más conocida de las tres montañas de Dewa tanto a nivel local como a nivel internacional, ya que es la localización de la pagoda de cinco pisos de Haguro, uno de los tesoros nacionales de Japón.
El monte Gassan es la más alta de las tres montañas sagradas y es bien conocida por su paisaje natural y belleza, ya que acoge a una gran variedad de plantas alpinas raras y otra vegetación palustre.
El monte Yudono es visto como el corazón de las tres montañas sagradas y es considerado el más sagrado de los motivos de práctica ascética disciplinarias. Muchos ascetas y yamabushi creen que no han completado su peregrinación, y así entran en la tierra santa, hasta que hayan alcanzado el monte Yudono. El monte Yudono es famoso por su goshintai, un objeto sagrado que se cree que puede conectar directamente a un dios. El santuario en Yudono también es reverenciado como la tierra sagrada que debe mantenerse en secreto, e incluso hoy en día, la fotografía y de vídeo están prohibidas.